# Маевка (Крым)
Маевка (до 1945 года Фрайдорф; укр. Маївка, крымскотат. Fraydorf, Фрайдорф) — исчезнувшее село в Раздольненском районе Республики Крым, располагавшийся в южной части района в степном Крыму, присоединённое к пгт Новосёловское. Судя по расположению улицы Маевская — сейчас отдельная северо-восточная часть посёлка.

## История
Впервые в исторических документах название встречается в Указ Президиума Верховного Совета РСФСР от 21 августа 1945 года, которым Фрайдорфский сельсовет был переименован в Маевский и селение Фрайдорф в Маевку, при этом ранее, указом от 14 декабря 1944 года Фрайдорф переименовали в Новосёловское, а на последней довоенной карте 1942 года обозначен один Фрайдорф (согласно книге «Історія міст і сіл Української РСР», был образован как Фрайдорфский, в составе Фрайдорфского района в 1938 году и на 1940 год он уже существовал). С 25 июня 1946 года Маевка в составе Крымской области РСФСР. 25 июля 1953 года Новоселовский район был упразднён и село включили в состав Евпаторийского. 26 апреля 1954 года Крымская область была передана из состава РСФСР в состав УССР. Единственный раз на картах Маевка отмечена на административной карте Крымской области 1956 года. Время упразднения сельсовета и включения в Новосёловский пока не выяснено: на 15 июня 1960 года село уже числилось в его составе. К 1968 году Маевку присоединили к Новосёловскому (согласно справочнику «Крымская область. Административно-территориальное деление на 1 января 1968 года» — в период с 1954 по 1968 годы. В 1962 году Новосёловскому присвоен статус посёлка городского типа — возможно, с этим связано слияние населённых пунктов).